# In My Blood
"In My Blood" é uma canção do cantor e compositor canadense Shawn Mendes, escrita por Geoff Warbuton, Scott Harris e produzida por Mendes e Teddy Geiger. Seu lançamento ocorreu em 22 de março de 2018, através da Island Records, como single principal do terceiro álbum de estúdio do artista.

## Lançamento e promoção
Em 16 de março de 2018, Mendes publicou uma colagem em suas rede sociais que consistiam em duas imagens sem descrição com blocos em branco, bege e coral. Mais tarde, mudou a sua foto de perfil para a mesma cor de fundo da primeira imagem, juntamente com um desenho floral. Em 19 de março, Mendes fez uma parceria com o Spotify para promover o single em outdoors na Times Square, em Nova Iorque. Pouco depois, postou um vídeo citando as datas de 22 de março e 23 de março. As datas, portanto, foram projetadas em diversos lugares de Londres. Em 20 de março, anunciou oficialmente o lançamento da música, juntamente com a capa e a data de lançamento. Escreveu que a canção "é a música mais próxima do meu coração que eu já escrevi". O videoclipe oficial da canção foi lançado em 24 de abril de 2018.

## Composição
"In My Blood" é uma balada de rock, cujos acústicos da introdução são descritos como "suaves e desesperados". Com o prosseguir da canção, uma "bateria obstinada" é iniciada antes dos vocais de Mendes do coro. Elias Leight, da Rolling Stone, notou que o coro da canção conta com toques estremecidos de bateria e guitarras palpitantes, além de um coro de vocais de apoio que adicionam suavidade ao gancho final.

## Recepção da crítica
Hugh McIntyre, da Forbes, notou que a canção apresenta uma evolução da sonororidade já conhecida de Mendes, começando com um violão familiar. Além disso, ressaltou que Mendes adotou uma sonoridade mais matura que remete à banda Kings of Leon, declarando que a canção é um trabalho bem feito em comparação com "Use Somebody" e "Sex on Fire". Gil Kaufman, da Billboard, considerou a canção como um dos esforços musicais mais maduros de Mendes. Mike Nied, da Idolator, opinou que o hino oferece um vislumbre íntimo dos pensamentos mais profundos de Shawn, contando com uma instrumental de pop rock cativante. Mike conclui a crítica chamando a canção de comovente e inspiradora e que demonstra um sabor maravilhoso dos futuros trabalhos do artista.

## Créditos
Os créditos listados foram adaptados do Tidal.
- Shawn Mendes – composição, produção, vocais e guitarra
- Geoff Warburton – composição, violão
- Teddy Geiger – composição, produção, teclado, vocais de apoio, baixo, guitarras, violão, piano e programação
- Scott Harris – composição, violão
- Harry Burr – assistente de mixagem
- Andrew Maury – mixagem

## Desempenho nas tabelas musicais
| Tabelas musicais (2018)                      | Melhor posição |
| -------------------------------------------- | -------------- |
| Austrália (ARIA)                             | 9              |
| Áustria (Ö3 Austria Top 75)                  | 53             |
| Bélgica (Ultratip Bubbling Under da Valônia) | 16             |
| Bélgica (Ultratop 50 de Flandres)            | 17             |
| Canadá (Canadian Hot 100)                    | 62             |
| Escócia (Scottish Singles Chart)             | 8              |
| Estados Unidos (Billboard Hot 100)           | 11             |
| Estados Unidos (Billboard Adult Top 40)      | 31             |
| Estados Unidos (Billboard Mainstream Top 40) | 30             |
| França (SNEP)                                | 73             |
| Hungria (Single Top 40)                      | 3              |
| Irlanda (IRMA)                               | 13             |
| Itália (FIMI)                                | 37             |
| Nova Zelândia (Recorded Music NZ)            | 13             |
| Países Baixos (Dutch Top 40)                 | 37             |
| Países Baixos (Single Top 100)               | 13             |
| Portugal (Top Português de Singles)          | 3              |
| Reino Unido (UK Singles Chart)               | 13             |
| Suécia (Sverigetopplistan)                   | 11             |
| Suíça (Schweizer Hitparade)                  | 51             |

## Histórico de lançamento
| País           | Data                | Formato                | Gravadora       |
| -------------- | ------------------- | ---------------------- | --------------- |
| Mundo          | 22 de março de 2018 | Download digital       | Island          |
| Estados Unidos | 27 de março de 2018 | Contemporary hit radio | Island Republic |